# A União (Itália)

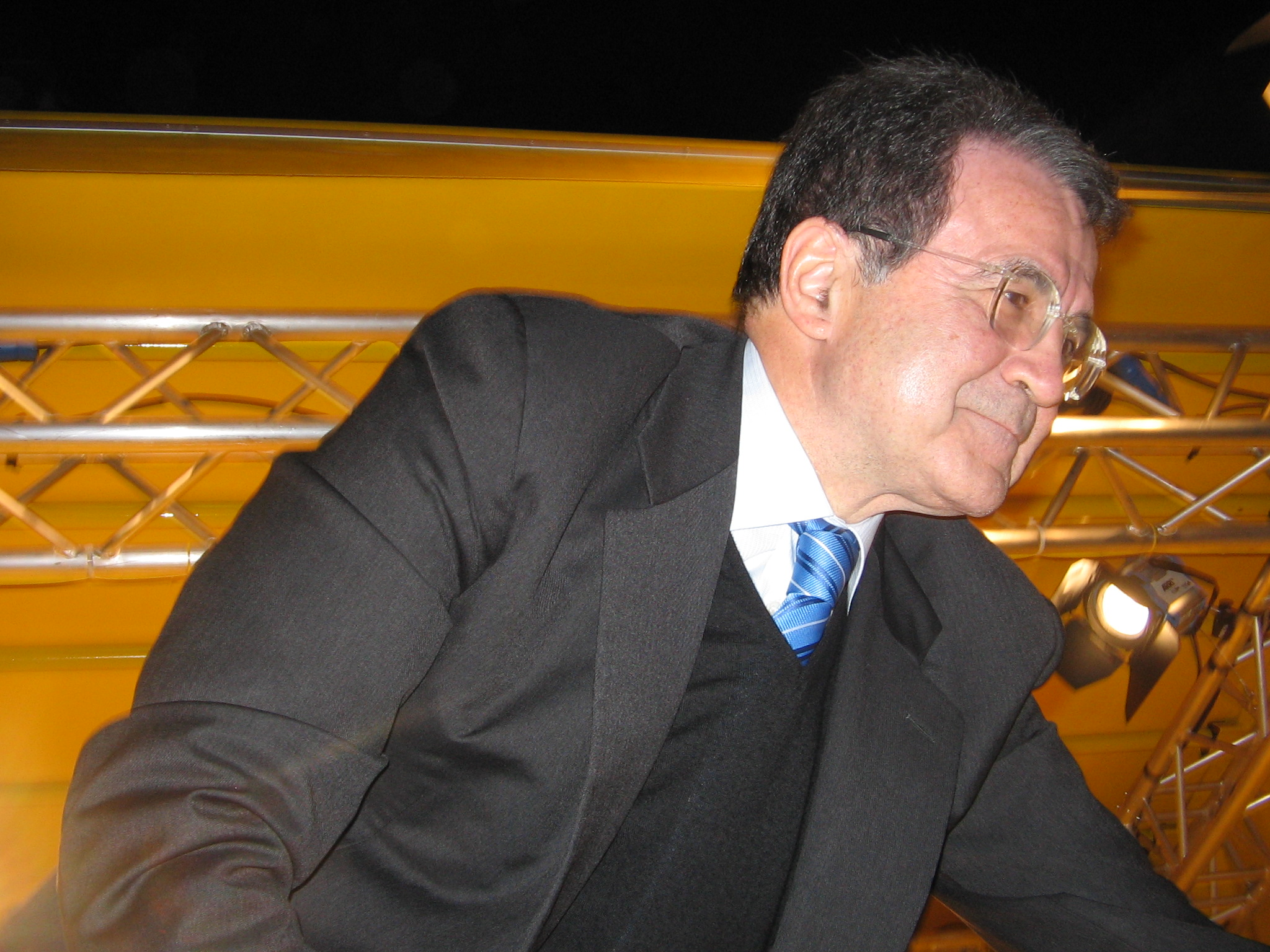
Romano Prodi, líder da União

A União (em Italiano: L'Unione) é a coalizão de partidos de  centro-esquerda da Itália, criada em 10 de fevereiro de 2005, como consequência da experiência da Oliveira (L'Ulivo), expandida para novas adesões. O líder da Oliveira e da União é Romano Prodi.
A coligação foi constituída na véspera das eleições regionais de 2005 e como preparação para as eleições legislativas de 2006, com o fim de derrotar a Casa das Liberdades, coligação que que dirigia o governo italiano desde 2001, liderada por Silvio Berlusconi.
A União dissolveu-se em 2008, após a queda do governo de Romano Prodi, devido a divergências entre os vários partidos da coligação.

## Partidos membros
| Partidos | Partidos                             | Ideologia                       |
| -------- | ------------------------------------ | ------------------------------- |
|          | Democratas de Esquerda               | Social-democracia               |
|          | Democracia e Liberdade - A Margarida | Centrismo, Esquerda cristã      |
|          | Partido da Refundação Comunista      | Comunismo, Marxismo             |
|          | Federação dos Verdes                 | Ecologismo, Ecossocialismo      |
|          | Partido dos Comunistas Italianos     | Comunismo                       |
|          | Socialistas Democráticos Italianos   | Social-democracia               |
|          | Radicais Italianos                   | Radicalismo, Liberalismo        |
|          | Itália de Valores                    | Populismo, Centrismo            |
|          | União dos Democratas pela Europa     | Democracia cristã               |
|          | Os Socialistas Italianos             | Social-democracia, Terceira via |
|          | Movimento Republicano Europeu        | Social liberalismo              |
|          | Liga Autónoma Lombarda               | Regionalismo                    |
|          | Partido Popular Sul Tirolês          | Regionalismo, Partido pega-tudo |
|          | Partido dos Pensionistas             | Conservadorismo, Centrismo      |

## Resultados eleitorais

### Eleições legislativas

#### Câmara dos Deputados
| Data | Votos      | %         | Deputados | Status  |
| ---- | ---------- | --------- | --------- | ------- |
| 2006 | 19 036 986 | 49,8 (#1) | 348 / 630 | Governo |

#### Senado
| Data | Votos      | %         | Deputados |
| ---- | ---------- | --------- | --------- |
| 2006 | 17 118 364 | 49,2 (#2) | 158 / 315 |